# Javier Sánchez Galindo
José Javier Sánchez Galindo (Ciudad de México, 26 de noviembre de 1947) es un exjugador de fútbol mexicano que se desempeñaba como lateral izquierdo. Es el quinto futbolista mexicano más laureado de la historia, ganando en su carrera un total de 16 títulos oficiales.

## Carrera deportiva
Debutó el 9 de julio de 1967 con Cruz Azul, en un partido que terminó con empate a uno ante Atlas de Guadalajara. Con esa misma camiseta, fue campeón en once ocasiones, destacándose el cuadruplete logrado en 1969 y el tricampeonato en las temporadas 1971-72, 1972-73 y 1973-74, además del tricampeonato de la Copa de Campeones en 1969, 1970 y 1971.
En 1974 pasa a formar parte de las Chivas de Guadalajara, permaneciendo durante una temporada, antes de llegar al Club América, con quien sería nuevamente campeón de liga en la temporada 1975-76. En 1979 ficha con Los Angeles Aztecs, donde compartiría vestuario con Johan Cruyff. Con el equipo norteamericano disputaría 10 partidos y brindaría dos asistencias. Pasaría los últimos años de su carrera con los Coyotes de Neza, anunciando su retiro al final de la temporada 1981-82.

## Selección nacional
Fue jugador internacional absoluto con la Selección de México desde 1968 hasta su retiro en 1977. En ese lapso, disputó los XIX Juegos Olímpicos y se consagró campeón del Campeonato de Naciones 1971.

## Clubes
| Club               | País           | Año       |
| ------------------ | -------------- | --------- |
| Cruz Azul          | México         | 1966-1974 |
| Guadalajara        | México         | 1974-1975 |
| América            | México         | 1975-1979 |
| Los Angeles Aztecs | Estados Unidos | 1979      |
| Neza               | México         | 1979-1982 |

## Palmarés

### Campeonatos nacionales
| Título               | Club      | Año  |
| -------------------- | --------- | ---- |
| Campeonato de Liga   | Cruz Azul | 1969 |
| Copa                 | Cruz Azul | 1969 |
| Campeón de Campeones | Cruz Azul | 1969 |
| Campeonato de Liga   | Cruz Azul | 1970 |
| Campeonato de Liga   | Cruz Azul | 1972 |
| Campeonato de Liga   | Cruz Azul | 1973 |
| Campeonato de Liga   | Cruz Azul | 1974 |
| Campeón de Campeones | Cruz Azul | 1974 |
| Campeonato de Liga   | América   | 1976 |
| Campeón de Campeones | América   | 1976 |

### Campeonatos internacionales
Nota* : incluyendo la selección
| Título                 | Equipo*   | Año  |
| ---------------------- | --------- | ---- |
| Campeonato de Naciones | México    | 1971 |
|                        |           |      |
| Copa de Campeones      | Cruz Azul | 1969 |
| Copa de Campeones      | Cruz Azul | 1970 |
| Copa de Campeones      | Cruz Azul | 1971 |
| Copa de Campeones      | América   | 1977 |
| Copa Interamericana    | América   | 1978 |